# تپه سیه ندری
تپه سیه ندری مربوط به دوران‌های تاریخی پس از اسلام است و در شهرستان بیجار، بخش مرکزی، روستای ندری واقع شده و این اثر در تاریخ ۲۴ فروردین ۱۳۸۲ با شمارهٔ ثبت ۸۰۵۲ به‌عنوان یکی از آثار ملی ایران به ثبت رسیده است.